# 1260 Walhalla
1260 Walhalla è un asteroide della fascia principale. Scoperto nel 1933, presenta un'orbita caratterizzata da un semiasse maggiore pari a 2,6134341 UA e da un'eccentricità di 0,0364077, inclinata di 8,00438° rispetto all'eclittica.
Il suo nome fa riferimento al tempio di Walhalla, nei pressi di Ratisbona, in Germania. Il Valhalla era la residenza dei morti secondo la mitologia norrena.